# Phylidonyris
Phylidonyris là một chi chim trong họ Meliphagidae.

## Các loài
- Phylidonyris novaehollandiae
- Phylidonyris niger
- Phylidonyris pyrrhopterus
- Phylidonyris undulatus
- Phylidonyris notabilis